# Веб Сити (Оклахома)
Веб Сити (енгл. Webb City) град је у америчкој савезној држави Оклахома.

## Демографија
По попису из 2010. године број становника је 62, што је 33 (-34,7%) становника мање него 2000. године.
| Група             | 2000.      | 2010.      |
| Белци             | 74 (77,9%) | 50 (80,6%) |
| Афроамериканци    | 0 (0,0%)   | 0 (0,0%)   |
| Азијати           | 0 (0,0%)   | 0 (0,0%)   |
| Хиспаноамериканци | 0 (0,0%)   | 0 (0,0%)   |
| Укупно            | 95         | 62         |